# Kokutai
Kokutai (jap. 国体 (Shinjitai) oder 國體 (Kyūjitai)) ist ein japanischer Begriff, der viele verschiedene Übersetzungen zulässt (so z. B. Volkscharakter, Gemeinwesen oder Landeskörper, im Englischen oft auch national polity) und seit der Meiji-Zeit im Rahmen des Tennoismus und der japanischen Panasienbewegung in der Bedeutung von (japanisches) Nationalwesen gebraucht wurde.
Er wurde, ähnlich wie z. B. Yamato-damashii, zum ideologischen Schlagwort des japanischen Nationalismus und fand Verwendung in der Legitimierung staatlicher Politik in Japan bis zur Kapitulation Japans 1945. Auch in dieser Zeit wurde die Bedeutung des Begriffs nie genau definiert, wiewohl er als einer der ersten Begriffe des Nihonjinron immer wieder zur Erläuterung der angeblichen Einzigartigkeit Japans und – insbesondere bis Kriegsende – auch dessen Überlegenheit herangezogen wurde.

## Vordenker

### Aizawas Neue Thesen
Eine der einflussreichsten theoretischen Erörterungen des kokutai wurde 1825 vom konfuzianischen Gelehrten Aizawa Seishisai (Geburtsname: Aizawa Yasushi; 会沢正志斎 (1782–1863)) in seinem Werk shinron (新論, „Neue Thesen“), einem Vertreter der sogenannten Mito-Schule, unternommen. Er geht darin von den als historische Fakten etablierten Gründungsmythen des Kojiki aus. Das Motiv von Aizawas Überlegungen war die Krise des modernen Japans, im Gegensatz zu den westlichen Kolonialmächten hoffnungslos zurückzustehen. Aizawa diagnostizierte die Ursache für diesen Umstand im Christentum als zentraler Kraft zur Einigung der Westmächte. Gerade diese Einheit von politischer Herrschaft und Kult (祭政一; saisei itchi) habe aber dem Kojiki nach in Japan in der Urzeit bereits existiert: Die himmlische kami Amaterasu habe ihrem Enkel Ninigi die Reichsregalien übergeben und damit das japanische Reich unter der alleinigen Herrschaft eines Gottkaisers und Oberpriesters in Gestalt des Tennō begründet. Die Ergebung in diesen Umstand und die dadurch folgende Einheit des japanischen Volkes war Aizawas Konzeption des kokutai. Das shinron wurde insbesondere in der Bewegung des sonnō jōi rezipiert.

## Hauptgeschichte

### Liberalismus
In der kurzen Phase des Liberalismus während der ersten Jahre der Meiji-Zeit gab es Versuche, das kokutai in einem liberalen Sinn zu interpretieren. Die hauptsächlich in meiroku zasshi (明六雑誌; vgl. Meirokusha), einer kleinen aufklärerischen Zeitschrift, vorgebrachten Ansichten waren jedoch keinesfalls repräsentativ für den damaligen politischen Mainstream und spielten schon in den 1880ern keine Rolle mehr.
Katō Hiroyuki (加藤弘之, 1836–1916), einer der wenigen japanischen Gelehrten, der zu seiner Zeit mit westlichen, kontraktualistischen Staatstheorien vertraut war, identifizierte in seinem Werk rikken seitai ryaku (etwa: Grundriss Konstitutioneller Regierung) von 1868 Naturrechte als wesentliche Bestandteile des kokutai. In kokutai shinron (etwa: Neue Thesen zum Kokutai) von 1874 plädierte er für eine konstitutionelle Monarchie als Regierungssystem in Japan und lehnte die traditionelle Ansicht von der unfehlbaren Tugendhaftigkeit des Kaisers ab. Zudem unterschied er zwischen kokutai als unveränderlicher Identität des japanischen Reiches einerseits und seitai (政体) als (kontingenter) konkreter, historischer Ausprägung von Regierungsformen andererseits.
Von diesen Ansichten distanzierte Katō sich später zugunsten einer sozialdarwinistischen Theorie, die Menschenrechte nicht als Naturrechte, sondern Resultate eines natürlichen Evolutionsprozesses für die jeweils Stärkeren interpretierte.
Fukuzawa Yukichi  (1835–1901) gab in seinem Werk bunmeiron no gairyaku (etwa: Grundriss einer Zivilisationstheorie) von 1875 zu verstehen, kokutai sei nichts exklusiv japanisches, vielmehr habe jedes Land ein kokutai (d. h. ein eigenes Nationalwesen). Zudem war er der Meinung, es gäbe nichts ewiges oder notwendiges im Begriff des kokutai, es könne sich also verändern oder sogar verschwinden (die nationalen Mythen lehnte er als obskur ab). Voraussetzung und wesentlich für die Existenz eines kokutai sei daher Unabhängigkeit im Sinne nationaler Souveränität (nach Fukuzawa herzustellen durch möglichst freie Bürger).

## Meiji-Zeit ab 1881
Nach der 1881 vom Tennō Mutsuhito beschlossenen Planung einer Verfassung, die im Jahr 1889 eingesetzt werden sollte (die sogenannte Meiji-Verfassung) begann eine umfassende neue Debatte, die neben kokutai auch seitai berücksichtigte. Kokutai war allerdings wichtiger, und es war einmütige Meinung in dem durch die konservativen Kräfte am Kaiserhof bestimmten politischen Diskurs, dass wesentlicher Bestandteil des kokutai die absolute Herrschaft des Tennō qua seiner ungebrochenen, göttlichen Herkunft sei.
Das seitai sei somit nur die noch zu erarbeitende Rahmenbedingung für die Verwirklichung des kokutai im modernen Japan. Inwieweit der Tennō durch die neue Verfassung jedoch tatsächliche oder nur symbolische Gewalt zugesprochen bekommen sollte, war allerdings umstritten, und der verwirklichte Kompromiss (der die angeblich absolute Souveränität des Tennō stark einschränkte) sollte im Nachhinein für heftige Auseinandersetzungen über die tatsächliche Rolle des Tennō sorgen.

### Das Kaiserliche Erziehungsedikt
Hauptartikel: Kaiserliches Erziehungsedikt
Hatte das kokutai noch keine Erwähnung in der Meiji-Verfassung gefunden, fand es seine erste prominente Verwendung innerhalb eines öffentlichen Kontextes im Kaiserlichen Erziehungsedikt des Meiji-Kaisers von 1890 im Ausdruck kokutai no seika (國體ノ精華 bzw. 國軆ノ精華; zu Deutsch etwa: „die Glorie des fundamentalen Charakters Unseres Reiches“). Politische Theoretiker sollten in der Folgezeit in der Explikation des kokutai immer wieder auf diese Verwendung durch den Tennō als Ausdruck von (höchster) staatlicher und religiöser Autorität rekurrieren.

### Gesetzliche Anwendung
Hauptartikel: Gesetz zur Aufrechterhaltung der öffentlichen Sicherheit
Zum ersten Mal schriftlich als juristischer Terminus wird der Begriff kokutai vom japanischen Staat im Gesetz zur Aufrechterhaltung von Ruhe und Ordnung (治安維持法; chian-ijihō) von 1925 verwendet. Mit der Begründung, das japanische Kaiserhaus vor linksextremistischen (d. h. kommunistischen und anarchistischen) Kräften zu schützen, wurde jegliche Verschwörung oder Revolte gegen das kokutai verboten und mit einer Strafe von bis zu zehn Jahren Gefängnis belegt. Eine Definition des Begriffs wurde dabei vermieden. Mit einer Ergänzung des Gesetzes wurde 1928 das Strafmaß im Höchstfall auf die Todesstrafe festgelegt.
In einer Entscheidung des Obersten Reichsgerichts vom 31. Mai 1929 wurde kokutai dann lediglich dahingehend genauer definiert, dass es sich auf die Staatsform beziehe, die in der Verfassung des Kaiserreichs Großjapan festgelegt worden war, d. h. einem Staat mit der heiligen und unantastbaren Person des Tennō als ewigem Staatsoberhaupt und Inhaber der Staatsgewalt (Artikel 1, 3 und 4). Dennoch blieb die Formel vom kokutai in einem juristischen Sinn leer genug, um damit eine rigorose Verfolgung, Unterdrückung und staatlich sanktionierte Vernichtung der Regimegegner in Japan für die nächsten Jahrzehnte zu legitimieren.

### Kampagne zur Klarstellung des Kokutai
Nach der kurzen Zeit der demokratischen Theoretiker in der Taishō-Zeit fand in der Shōwa-Zeit und während des aufkommenden japanischen Imperialismus eine besonders aktive, theoretische Auseinandersetzung mit dem kokutai statt. Anlass hierfür war das innenpolitische Ereignis des 1935 erzwungenen Rücktritts des Unterhausvertreters Minobe Tatsukichi, eines emeritierten Professors für Rechtswissenschaften an der Kaiserlichen Universität Tokio, da er die Ansicht vertreten hatte, der Tennō sei selbst nur Organ des Staates. Presse, Parlament und Bevölkerung beteiligten sich massiv an der sogenannten kokutai meichō undō (国体明徴運動; etwa: Kampagne zur Klarstellung des Kokutai). Die gegebenen Antworten auf die Frage nach der Bedeutung des kokutai waren in viel stärkerem Maße als zuvor affirmativen Charakters, sowohl was die bestehenden politischen Verhältnisse in Japan, die Rechtfertigung dieser in den Nationalmythen und die Außenpolitik anging.
In einer Schrift aus dieser Zeit von Tanaka Chigaku, dem Begründer der buddhistischen Schule Kokuchūkai, einer Abspaltung des traditionellen Nichiren-Buddhismus, heißt es:

„Es bedarf keiner Erwähnung, daß Japan als ein von den Göttern gegründetes Land ein göttliches Land ist … Für die Verwaltung des Landes ist es von höchster Wichtigkeit, die Himmelsgötter, deren Leihgabe es ist, anzubeten … Die Tennô, Abkömmlinge der Götter, besitzen als Götter in menschlicher Gestalt den Auftrag der Götter, so sind sie Führer eines Landes, das den Göttern gehört … Der Thron wurde nicht von Jimmu-Tennô geschaffen, sondern war von der Sonnengöttin an durch das Kami-Zeitalter hindurch von Generation zu Generation vererbt.“

### kokutai no hongi
Im Zuge einer Umorganisierung der öffentlichen Schulen, hin zur ideologischen Erziehung der japanischen Bevölkerung in Bezug auf Kaisertreue, Militarismus und begründeten Anspruch auf die Umsetzung imperialistischer Interessen, veröffentlichte das Bildungsministerium 1937 (dem Jahr des Beginns des Zweiten Japanisch-Chinesischen Kriegs) das Lehrbuch kokutai no hongi (国体の本義, etwa: Grundsätzliche Prinzipien des Japanischen Kokutai), das zunächst nur an Lehrer aller öffentlichen Schulen (von den Grundschulen bis zu den Universitäten) ausgegeben wurde, um damit diesen in persönlichen Studien und Diskussion mit anderen Lehrern eine starke und einheitliche Grundlage zur argumentativen Verteidigung der aktuellen politischen Verhältnisse innerhalb Japans und in Bezug auf das Ausland gewährleisten zu können. Autoren des Buches waren Professoren an Japans prestigeträchtigsten Universitäten und die führenden Intellektuellen der kokutai meichō undō gewesen.
Später wurde das Lehrbuch dann auch der gesamten Bevölkerung zugänglich gemacht und bis Kriegsende annähernd 2 Millionen Exemplare verkauft.
Nach der Einleitung, die den offiziellen Mythos des Staats-Shintō aus dem Kojiki und Nihonshoki wiederholt, der die Abstammung des Tennō von den himmlischen kami postuliert und ihn so zum verehrenswertesten Ausdruck politischer Gewalt und priesterlicher Autorität erklärt und dies mit dem kokutai identifiziert, werden verschiedene Tugenden bestimmt, die dem japanischen Volk zu eigen sind bzw. sein sollen. Dazu gehören absolute Loyalität gegenüber dem Tennō als Basis der japanischen Nationalmoral (国民道徳; kokumin dōtoku) und kindliche Pietät als „Weg“ (dō, d. h. hier Prinzip, Lebensführung) höchster Wichtigkeit, die (erst zusammen, denn kindliche Pietät sei alleine nur asiatisch) die „Blume des kokutai“ ausmachen. Das japanische Volk und der Tennō lebten somit in einer patriarchalischen aber harmonischen Verbindung miteinander in einem göttlichen Land (神国; shinkoku bzw. 神州 shinshū) in Form eines Familienstaats (家族国家; kazoku kokka).
Weitere, affirmative Schwerpunkte im kokutai no hongi sind (soziale) Harmonie, die jeden Japaner zur Ausführung und Verherrlichung bestimmter Aufgaben und Pflichten bestimmt, sowie Bushidō („Weg“ der Loyalität und Gleichstellung von Leben und Tod) als herausragende Charakteristik japanischer Nationalmoral und positives Beispiel, verwirklicht in den Streitkräften, für die Vereinbarkeit etablierter Prinzipien mit den Aufgaben einer patriotischen Modernisierung.
Aufgabe der Streitkräfte sei zudem die Verteidigung des kokutai durch Unterwerfung all jener Kräfte, welche sich der Anpassung an den erhabenen Einfluss der Tugenden des Tennō widersetzen.
Die zukünftige Aufgabe der Etablierung einer neuen, japanischen Kultur erfordere zudem die Aufnahme und Anpassung der kulturellen Errungenschaften des Westens in das kokutai. Genau wie vormals Konfuzianismus und Buddhismus in Japan integriert worden seien, könne und müsse Japan gleichsam mit westlichen Ideen verfahren, um den kulturellen Fortschritt voranzutreiben. Dabei geht es im kokutai no hongi eher um wissenschaftliche, technologische und, in geringerem Maße, auch intellektuelle und institutionelle Aspekte westlicher Gesellschaften.
Ethische und ideologische Werte und Konzepte des Westens werden jedoch durchgehend zurückgewiesen. Diese seien elementar durch ein, dem kokutai wesensfremden, Individualismus bestimmt. Individualismus und die damit zusammenhängende Überbetonung des Ego seien hauptverantwortlich für gesellschaftliche Missstände des Westens und der Ausarbeitung so extremer Konzepte wie Sozialismus, Anarchismus und Kommunismus. Auch gemäßigtere Konzepte wie Liberalismus und Demokratie entsprängen dieser Quelle und hätten in westlichen Gesellschaften signifikante Unterschiede zum japanischen kokutai bewirkt.